# لورا جولیانی
لورا جولیانی (انگلیسی: Laura Giuliani؛ زادهٔ ۵ ژوئن ۱۹۹۳) بازیکن فوتبال اهل ایتالیا است.
از باشگاه‌هایی که در آن بازی کرده‌است می‌توان به باشگاه فوتبال زنان یوونتوس و باشگاه فوتبال زنان فرایبورگ اشاره کرد.
وی همچنین در تیم‌های ملی فوتبال Italy women's national under-19 football team, Italy women's national under-20 football team، و زنان ایتالیا بازی کرده‌است.